# Валя-Сяке (Бакеу)
Валя-Сяке (рум. Valea Seacă) — село у повіті Бакеу в Румунії. Входить до складу комуни Валя-Сяке.
Село розташоване на відстані 214 км на північ від Бухареста, 37 км на південь від Бакеу, 109 км на південь від Ясс, 118 км на північний захід від Галаца, 129 км на північний схід від Брашова.

## Населення
За даними перепису населення 2002 року у селі проживала 2781 особа.
Національний склад населення села:
| Національність | Кількість осіб | Відсоток |
| -------------- | -------------- | -------- |
| румуни         | 1923           | 69,1%    |
| цигани         | 854            | 30,7%    |

Рідною мовою назвали:
| Мова      | Кількість осіб | Відсоток |
| --------- | -------------- | -------- |
| румунську | 1926           | 69,3%    |
| циганську | 851            | 30,6%    |